# Observatório Latino-Americano das Indústrias de Conteúdos Digitais
O Observatório Latino-americano de Indústria de Conteúdos Digitais, ou OLAICD, é um núcleo formado por investigadores, pesquisadores, estudantes de comunicação com o objetivo de acompanhar o desenvolvimento da comunicação digital na região latino-americana, com especial ênfase na pesquisa, melhores práticas e políticas para a televisão, rádio digital interativa e cinema digital, telefones celulares, jogos de vídeo, convergência de mídias e narrativas transmídias.

## Origem
Criado no ano de 2012, a partir do Programa Stricto Sensu em Comunicação da Universidade Católica de Brasília, é coordenado pela Profª Dra. Cosette  Espindola de Castro. Foi concebido como um espaço virtual que permite o diálogo e interação entre diferentes grupos e países interessados em passar e / ou receber informações e / ou estudos e indústrias de conteúdos convergência tecnológica. A proposta inclui relações de igualdade entre os países, independentemente do linguagem ou nível de desenvolvimento das indústrias de conteúdos.

## Objetivos
De forma geral, busca dar visibilidade aos projetos de pesquisa e de produção de conteúdos audiovisuais digitais desenvolvidos no Brasil e na Região.
Tem como objetivos específicos.:
- Realizar o levantamento dos conteúdos audiovisuais digitais que vem sendo produzidos no Brasil entre 2010 e 2012, mapeando as cinco regiões;
- Realizar o levantamento das pesquisas existentes sobre conteúdos audiovisuais digitais que vem sendo produzidos no Brasil entre 2010 e 2012, mapeando as cinco regiões;
- Realizar o levantamento dos conteúdos audiovisuais digitais que vem sendo produzidos na América Latina e Caribe;
- Realizar o levantamento das pesquisas existentes sobre conteúdos audiovisuais digitais que vem sendo produzidos no Brasil, mapeando as cinco regiões;
- Desenvolver a seção Brasil do Observatório Latino-americano de Indústria de Conteúdos Digitais, (Transmidias e Convergência Tecnológica) cujo portal transdisciplinar e transmídia deverá  servir de base para os demais países da Região a partir da oferta de conteúdos em diferentes línguas;
- Projetar o Observatório Latino-americano de Indústria de Conteúdos Digitais (Transmidias e Convergência Tecnológica) para funcionamento em rede e para o trabalho colaborativo; manter atualizado o Observatório Latino-americano de Indústria de Conteúdos Digitais, Transmidias e Convergência Tecnológica;
- Colaborar para tornar a Universidade Católica de Brasília referencia na reflexão, pesquisa e produção de conteúdos audiovisuais digitais no Brasil e demais países da América Latina e Caribe a partir  do acesso e utilização do Observatório Latino-americano de Indústria de Conteúdos Digitais (Transmidias e Convergência Tecnológica)

## Atividades

### Iº Seminário do Observatório Latino-Americano de Indústria de Conteúdos Digitais  (Olaicd)
Realizado no 05 de dezembro de 2014, no auditório do Ibict – Setor de Autarquias Sul, sendo um evento gratuito e aberto a alunos, professores e pesquisadores.

### Palestras
Palestra "A escola latino americana de comunicação", ministrada pelo Dr. Antônio Heberlê pesquisador da Empresa Brasileira de Pesquisa Agropecuária, exercendo o cargo de supervisor da Coordenadoria de Métodos e Análise do Departamento de Transferência de Tecnologia (DTT) da Embrapa, em Brasília.

### Campanha pela Interatividade Plena na TV Pública Brasileira - #InteratividadeSIM
O OLAICD integra as entidade que defendem a Interatividade Plena na TV Pública brasileira, como forma de inclusão que ajuda na construção da cidadania e do desenvolvimento do país. Através do sistema desenvolvido no Brasil em código aberto, acoplado dentro da caixa de conversão para o canal digital, as famílias podem receber informações sobre diferentes questões, inclusive ter um canal de serviços públicos através da multiprogramação.

### Seminário "A Comunicação na América Latina"
Ocorreu no dia 18 de junho, com o objetivo de refletir sobre a Comunicação na América Latina. Contou com participação do Dr. Jacques Novion, do Pesquisador do Centro de Pesquisa e Pós-Graduação sobre as Américas (CEPPAC/UNB), que realizou uma palestra com o tema "Geopolítica, segurança e comunicação na América Latina". Convidado como debatedor o Dr. André Barbosa Filho, responsável pela Área de Relações Internacionais da Empresa Brasil de Comunicação (EBC)

### Campanha Nacional #incluicomunicaçãopúlica
A campanha nacional intitulada Comunicação Pública defende a inclusão da disciplina de Comunicação Pública nas grades curriculares de todas faculdades de Comunicação em todo o Brasil. Criar, a médio prazo, uma nova cultura de participação em comunicação pública. A Campanha foi desenvolvida e coordenada pelos pesquisadores Cosette Castro (UCB/DF), Alberto Perdigão (UNIFOR/CE), Álvaro Benevenuto Jr. (UCS/RS) e Maria Alice Campos (Frenavatec), todos membros do OLAICD.
Foi  lançada no dia 7 de setembro de 2015, durante durante o XXXVIII Congresso Nacional da INTERCOM (Sociedade Brasileira de Pesquisa Interdisciplinar em Comunicação), na cidade do Rio de Janeiro.

## Equipe
Cosette Espindola Castro (UCB/DF), Álvaro Benevenuto Jr. (UCS, Brasil), Cristiana Freitas (UNB, Brasil), Richard Santos (UnB, Brasil), Fernanda Beirão (UCB, Brasil), Tatiane Mateus (UCB, Brasil), Élida Borges (UCB, Brasil), Raphael Irerê (UCB, Brasil), Marcia Cavalcante (UCB, Brasil), Valeria Martins (TV Record, Brasil, Angel Ceballos (Venezuela), Leonardo Moreira (Udelar -Uruguay), Rose Vidal (UMESP, Brasil), Maria Alice Campos (Portugal/Brasil) y Paola Madeira (Univ. Minho Portugal).